# 圣艾智德堂 (梵蒂冈)
圣艾智德堂（Sant'Egidio in Borgo/Vaticano）是梵蒂冈的一个罗马天主教祈祷所，供奉圣艾智德。

## 历史
其名称首次见于13世纪文献，名为、或。教宗亚历山大三世将该堂交给耶路撒冷圣墓骑士团，以恢复教堂及其医院。
教宗庇护十一世将该堂交给玛利亚方济各传教修会。